# Einser-Kanal

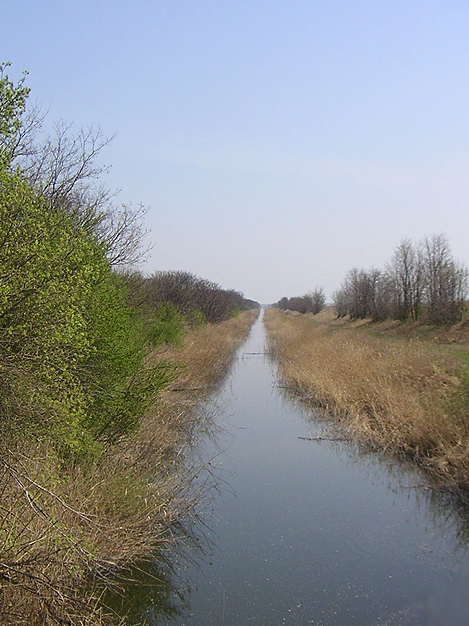
Einser-Kanal presso Pamhagen

L'Einser-Kanal (in ungherese: Hanság föcsatorna), è un canale artificiale che si trova in Ungheria e collega il lago Lago di Neusiedl con il fiume Répce  e quindi con il Danubio. È lungo circa 30 km, di cui 17 segnano il confine con l'Austria, ha una larghezza da 5 a 15 metri ed è profondo circa 5 metri. 
Il canale è stato costruito nel 1895 allo scopo di regolare il livello dell'acqua nel lago di Neusiedl, che essendo un bacino endoreico, è privo di emissari naturali, e drenare le paludi di Hanság. La differenza di altezza del livello del canale all'imbocco nel fiume Répce e del Danubio è molto piccola, di modo che se questi due fiumi si riempiono l'acqua fluisce all'indietro verso il lago. 
Alla fine della prima guerra mondiale, nel 1918, il trattato di pace del Trianon, ha ridisegnato i confini tra Austria e Ungheria. Il nuovo confine lascia il canale tutto nella zona ungherese fungendo il lato sinistro del canale da confine tra il Land austriaco del Burgenland e la provincia ungherese di Győr-Moson-Sopron.